# Liste des édifices labellisés « Patrimoine du XXe siècle » de l'Essonne
Cet article recense les édifices protégés au titre du Patrimoine du XXe siècle du département de l'Essonne, en France,.

## Statistiques
Au 31 décembre 2015, l'Essonne compte 15 immeubles protégés du patrimoine du XXe siècle.

## Liste
| Monument                                                     | Commune               | Adresse                             | Coordonnées                      | Notice         | Protection | Date | Illustration                          |
| ------------------------------------------------------------ | --------------------- | ----------------------------------- | -------------------------------- | -------------- | ---------- | ---- | ------------------------------------- |
| Chapelle du collège Saint-Charles                            | Athis-Mons            | 2 rue Geneviève-Anthonioz-de-Gaulle | 48° 42′ 30″ nord, 2° 23′ 23″ est | « EA91000001 » |            | 2011 | Image manquante Téléverser            |
| Lotissement concerté dit Le Menhir                           | Boussy-Saint-Antoine  | rue du Menhir                       | 48° 41′ 31″ nord, 2° 31′ 41″ est | « EA91000002 » |            | 2008 | Image manquante Téléverser            |
| Secteur urbain concerté dit Cité de la Nérac                 | Boussy-Saint-Antoine  | rue de la Nérac                     | 48° 41′ 13″ nord, 2° 31′ 53″ est | « EA91000003 » |            | 2008 | Image manquante Téléverser            |
| Ancienne chaufferie centrale du quartier des Hauts-Tarterêts | Corbeil-Essonnes      | Rue Léon-Blum                       | 48° 37′ 03″ nord, 2° 27′ 57″ est | « PA91000270 » | Inscrit    | 2016 | Image manquante Téléverser            |
| Mosquée et centre culturel islamique d'Évry-Courcouronnes    | Courcouronnes         | 20 rue Georges-Brassens             | 48° 37′ 35″ nord, 2° 25′ 20″ est | « EA91000004 » |            | 2011 | Image manquante Téléverser            |
| Cathédrale de la Résurrection                                | Évry                  | 12 cours Monseigneur-Romero         | 48° 37′ 23″ nord, 2° 25′ 42″ est | « EA91000005 » |            | 2011 | Image manquante Téléverser            |
| Grand ensemble dit Les Pyramides                             | Évry                  | Evry 1                              | 48° 38′ 04″ nord, 2° 25′ 50″ est | « EA91000006 » |            | 2008 | Image manquante Téléverser            |
| Grand ensemble de la Grande Borne                            | Grigny                | La Grande Borne                     | 48° 39′ 07″ nord, 2° 22′ 30″ est | « EA91000007 » |            | 2008 | Grand ensemble de la Grande Borne     |
| Église Notre-Dame-de-France                                  | Juvisy-sur-Orge       | 3 place du Maréchal-Leclerc         | 48° 41′ 30″ nord, 2° 22′ 33″ est | « EA91000008 » |            | 2011 | Église Notre-Dame-de-France           |
| Église luthérienne Saint-Marc                                | Massy                 | 1 place Antoine-de-Saint-Exupéry    | 48° 43′ 54″ nord, 2° 17′ 25″ est | « EA91000010 » |            | 2011 | Église luthérienne Saint-Marc         |
| Synagogue de Massy                                           | Massy                 | 2 allée Marcel-Cerdan               | 48° 43′ 49″ nord, 2° 17′ 18″ est | « EA91000009 » |            | 2011 | Synagogue de Massy                    |
| Église Notre-Dame-de-Grâce                                   | Morsang-sur-Orge      | 43 avenue Paul-Vaillant-Couturier   | 48° 39′ 09″ nord, 2° 21′ 10″ est | « EA91000011 » |            | 2011 | Image manquante Téléverser            |
| Couvent franciscain de la Clarté-Dieu                        | Orsay                 | 95 rue de Paris                     | 48° 41′ 47″ nord, 2° 11′ 35″ est | « EA91000012 » |            | 2011 | Couvent franciscain de la Clarté-Dieu |
| Lotissement concerté dit Villagexpo                          | Saint-Michel-sur-Orge |                                     | 48° 37′ 47″ nord, 2° 19′ 28″ est | « EA91000013 » |            | 2008 | Image manquante Téléverser            |
| Grand ensemble dit Les Briques Rouges                        | Vigneux-sur-Seine     | avenue Henri-Barbusse               | 48° 42′ 13″ nord, 2° 25′ 47″ est | « EA91000014 » |            | 2008 | Image manquante Téléverser            |
| Église du Saint-Esprit                                       | Viry-Châtillon        | 53 boulevard Guynemer               | 48° 40′ 43″ nord, 2° 22′ 32″ est | « EA91000015 » |            | 2011 | Église du Saint-Esprit                |